# Vallecrosia
Vallecrosia (Vallecrösa in ligure, Vallecrösia nel dialetto locale) è un comune italiano di 6 812 abitanti della provincia di Imperia in Liguria.

## Geografia fisica
Il comune è situato sul mar Ligure, presso la foce del torrente Verbone. Tra le vette del territorio vallecrosino il monte Bauso (228 m).
Il clima è temperato di tipo mediterraneo. Occasionalmente possono verificarsi deboli gelate, ma le nevicate sono molto rare.

## Origini del nome
In quanto antico suburbio di Albintimilium il nome originale dell’area è Vallis Vervonis, la Valle della Verbena, toponimo dovuto alla copiosa presenza di questa pianta sacra ai Romani che ancora oggi cresce rigogliosa, e battezzò anche il corso d’acqua della vallata, il torrente Verbone.
Successivamente, per le peculiari caratteristiche geografiche la popolazione si spostò nell’entroterra, al riparo dalle incursioni in quella "valle corta e stretta", valle Crosa, essendo l’unica della zona ad essere chiusa a monte dal Poggio di Perinaldo.

## Storia

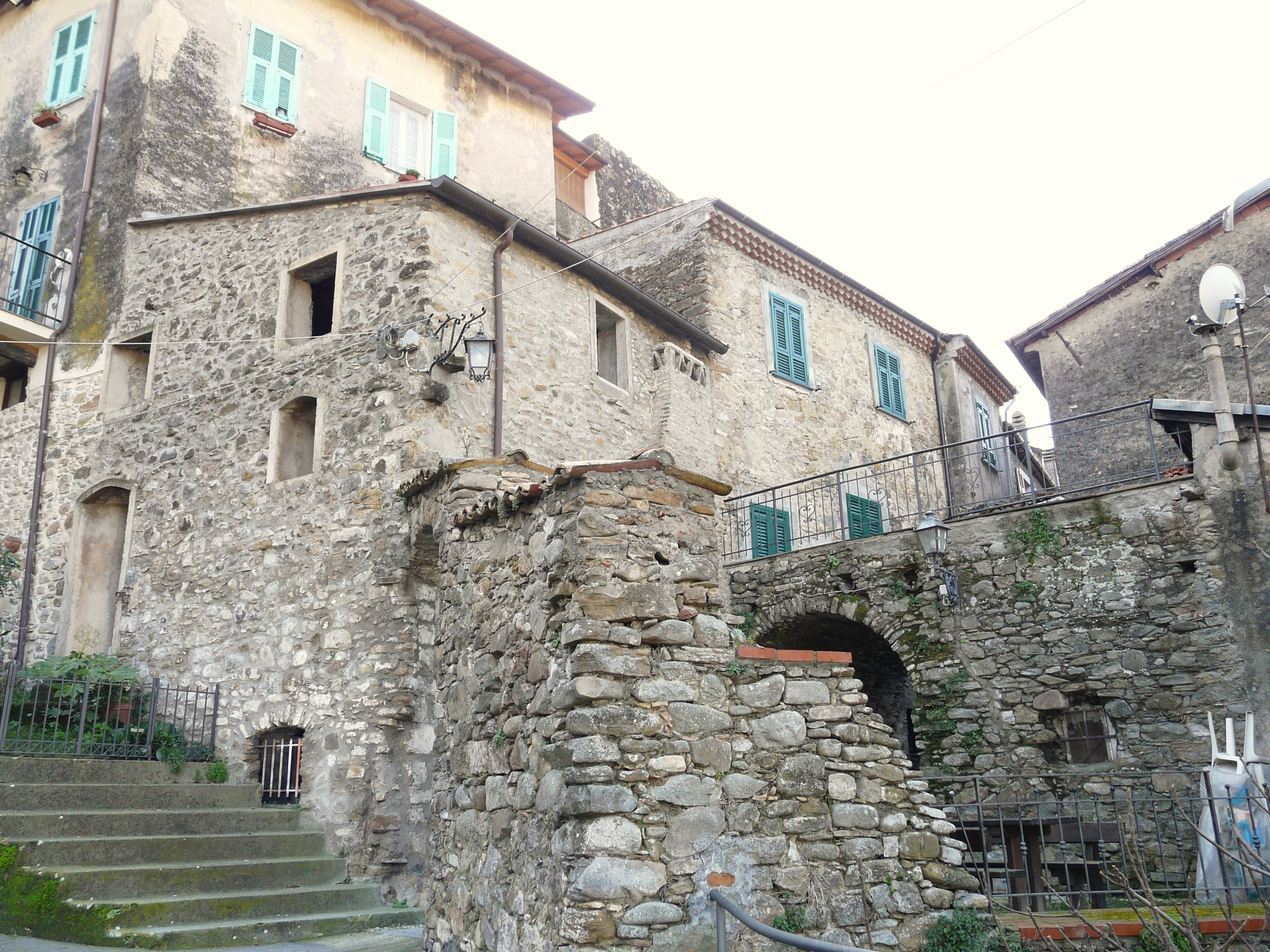
Scorcio della frazione di Vallecrosia Alta

Secondo alcuni studi effettuati dagli storici su alcuni ritrovamenti archeologici, si è potuto datare all'epoca romana la probabile fondazione di un primo nucleo lungo la costa. La nascita del primario borgo costiero sarebbe da ricercarsi in una probabile espansione dell'antica Albintimilium - l'odierna Ventimiglia - che di fatto "sconfinò" in terre adiacenti per il crescente sviluppo demografico.
Le sempre più frequenti invasioni saracene spinsero la comunità di Vallecrosia a popolare il proprio entroterra fondando nuovi villaggi e borghi come Vallecrosia Alta.
Nel medioevo e in epoca moderna si sottomise al volere di Ventimiglia, decisione che fu confermata anche dopo il 1251 quando i Conti ventimigliesi si sottomisero alla Repubblica di Genova. Nonostante forti legami legassero le due città, e li legheranno nei secoli futuri, Ventimiglia esercitò una forte pressione sui borghi e ville vicini tanto che spinsero diverse comunità a chiedere aiuto direttamente alla repubblica genovese.

Mappa del Dipartimento delle Alpi Marittime nel 1805, con Vallecrosia nel cantone di Bordighera.

Nel 1686 fu ufficialmente riconosciuta dalla Repubblica di Genova - sempre più in contrasto con la comunità ventimigliese - la Magnifica Comunità degli Otto Luoghi: Bordighera, Borghetto San Nicolò, Camporosso, San Biagio della Cima, Sasso, Soldano, Vallebona e Vallecrosia si smarcarono dal controllo di Ventimiglia in una sorta di piccolo territorio indipendente, ma sotto il patronato di Genova e tale rimase sino alla caduta della repubblica nel XVIII secolo.
Con la dominazione napoleonica la comunità di Vallecrosia rientrò nel cantone di Bordighera nella giurisdizione delle Palme, con Sanremo come capoluogo; nel 1802 passò nel cantone di Ventimiglia nella giurisdizione degli Ulivi (capoluogo Oneglia). Dal 1805, con il passaggio della Repubblica Ligure nel Primo Impero francese, Vallecrosia rientrò nel cantone bordigotto del Dipartimento delle Alpi Marittime. Fu annesso al Regno di Sardegna nel 1815 dopo il Congresso di Vienna del 1814, a seguito della caduta di Napoleone Bonaparte. Facente parte del Regno d'Italia dal 1861, dal 1859 al 1926 il territorio fu compreso nel I mandamento di Bordighera del circondario di Sanremo facente parte della provincia di Nizza (poi provincia di Porto Maurizio e, dal 1923, di Imperia).
Nel 1923 al territorio vallecrosino fu unito quello dei soppressi comuni di San Biagio della Cima e di Soldano; questi ultimi poi ricostituiti e separati da Vallecrosia nel 1925.
Durante la seconda guerra mondiale, nel periodo dell'occupazione tedesca, Vallecrosia fu sede di uno dei campi di concentramento della Repubblica Sociale Italiana istituito per raccogliere gli ebrei e i prigionieri politici arrestati nella Provincia di Imperia. Alla sua apertura nel febbraio 1944 molti degli ebrei presenti nella zona era stati già deportati o si erano dati alla fuga. Delle cinque donne ebree che vi giunsero, due - arrestate a Sanremo - morirono ad Auschwitz, mentre sopravvissero alla deportazione le tre arrestate a Bordighera e inviate due a Ravensbrück e una a Bergen-Belsen. Molti più numerosi furono invece i prigionieri politici che vi furono rinchiusi. Il campo fu chiuso nell'agosto 1944. Nessuna traccia oggi rimane a ricordarne la presenza  se non un cippo posto il 27 gennaio 2012 dall'Amministrazione Comunale.
Dal 1973 al 30 aprile 2011 ha fatto parte della Comunità montana Intemelia.

### Simboli
Stemma
(Art. 4 dello Statuto)
Gonfalone
(Art. 4 dello Statuto)
Lo stemma e il gonfalone sono stati concessi con decreto del presidente della Repubblica del 26 aprile 1954.

## Monumenti e luoghi d'interesse

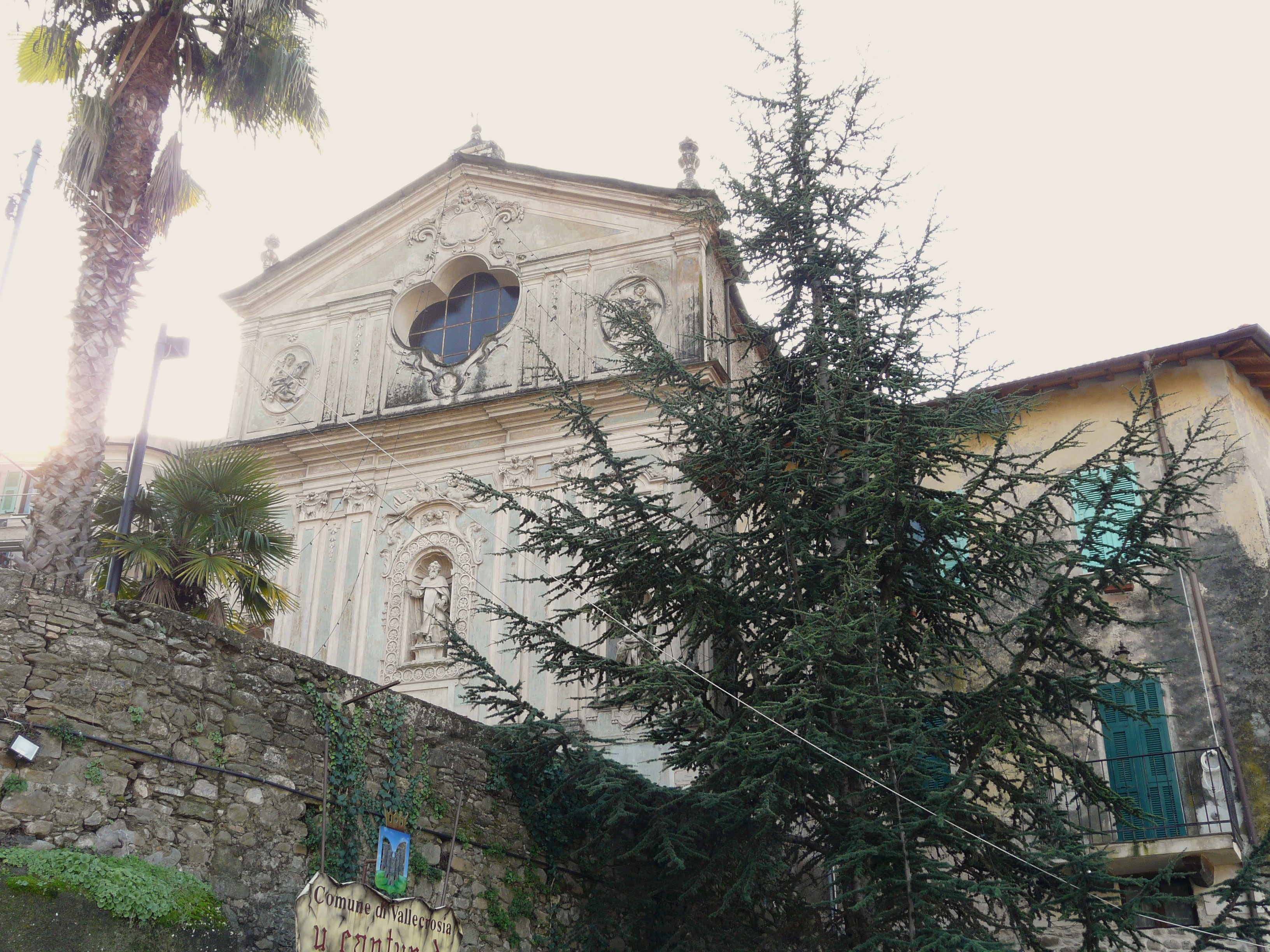
La chiesa parrocchiale di Sant'Antonio Abate nella frazione di Vallecrosia Alta

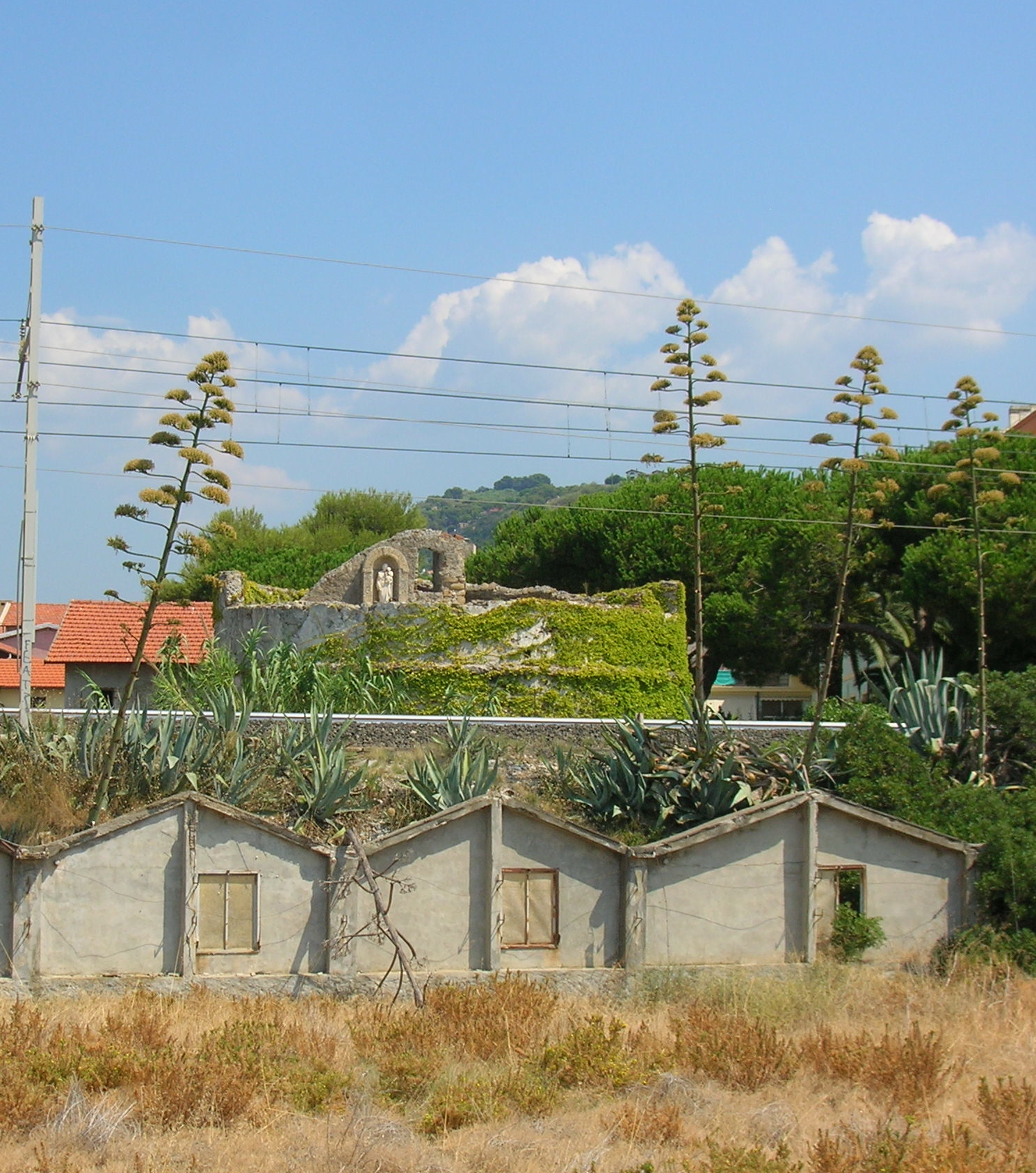
Ruderi del torrione di Vallecrosia, all'interno dell'Istituto Sant'Anna.

### Architetture religiose
- Chiesa antica di San Rocco, originariamente dedicata a san Vincenzo, a Vallecrosia. Il primo edificio potrebbe essere risalente al X o XI secolo. Alcune tracce dell'antica struttura sono ancora oggi ben visibili specie dell'abside semicircolare e della volta a botte. Subì diversi ampliamenti e modifiche nel 1909, grazie all'opera dei parrocchiani, come l'ampliamento nella parte anteriore. Tra le opere conservate vi è un affresco raffigurante la Gloria di san Rocco databile al XVIII secolo e un'ara dedicata al dio Apollo. Dal 1968 al 1982 fu la sede parrocchiale della comunità di San Rocco in Vallecrosia.
- Chiesa parrocchiale di San Rocco a Vallecrosia. La prima pietra del nuovo luogo di culto fu posta il 15 agosto 1976 - l'istituzione della parrocchia avvenne il 17 gennaio 1968 su decreto del vescovo di Ventimiglia-Sanremo monsignor Angelo Raimondo Verardo - su disegno dell'architetto Federico Notari. La chiesa, in cemento armato e a pianta semicircolare, venne completata nel 1982 con la cerimonia di consacrazione il 5 giugno. Tra le opere custodite un crocifisso ligneo (realizzato ad Ortisei) nella zona del presbiterio e, alla destra dell'altare maggiore, la tela Madonna col Bambino e santi datata al XVII secolo e precedentemente conservata nell'antica chiesa di San Rocco.
- Chiesa parrocchiale e santuario di Maria Ausiliatrice a Vallecrosia, presso l'omonimo istituto e l'istituto salesiano, edificata tra il 1880 e il 1890.
- Chiesa parrocchiale di Sant'Antonio abate nella frazione di Vallecrosia Alta. Di probabile origini tardo medievali, l'attuale struttura è il frutto del rifacimento in stile architettonico barocco del 1737 con facciata decorata nel 1786. Della prima costruzione potrebbe essere risalente la piccola cappella interna, lungo il fianco destro della navata, rivestita di mattonelle d'ardesia.
- Ex oratorio di Santa Crescenza nella frazione di Vallecrosia Alta. La struttura, sconsacrata e in abbandono, è del XVIII secolo.
- Oratorio di Santa Maria delle Grazie nella frazione di Vallecrosia Alta. Precedente parrocchiale del borgo, venne eretta nel XII secolo. La struttura è ad unica navata con due cappelle laterali. Isolata tra gli ulivi si trova nelle vicinanze di una torre d'avvistamento del XVI secolo.
- Oratorio dell'Assunta nella frazione di Vallecrosia Alta. Risalente al XVII secolo presenta un piccolo campanile di forma triangolare.

### Architetture civili
Simbolo di Vallecrosia sono cinque torri che furono costruite per avvistare i saraceni provenienti dal mare. Il cosiddetto Torrione, è visibile dalla costa vallecrosina, che risiede attualmente all'interno delle mura della scuola privata di Sant'Anna, un'altra torre è visibile lungo la strada che congiunge il mare al vecchio borgo frazionario di Vallecrosia Alta. Altre tre case/torri sono presenti all’interno del Borgo Medievale.
Nel cuore pulsante della città sorge l’antica Villa Aprosio, poi Municipio, residenza del colonnello Giovanni Aprosio, una deliziosa costruzione ottocentesca ora in stato di semi abbandono.
Tra gli edifici civili del territorio la villa Poggio Ponente, sita sulla via Poggio Ponente al numero 1, costruita da Mrs Boyce (1821-1891) nel 1866 con il nome di villa Bella Vista. La sua reputazione è dovuta al fatto che la villa ospitò per alcuni anni Elizabeth Bowes-Lyon e la sua famiglia, fra cui naturalmente la regina Elisabetta II.

## Società

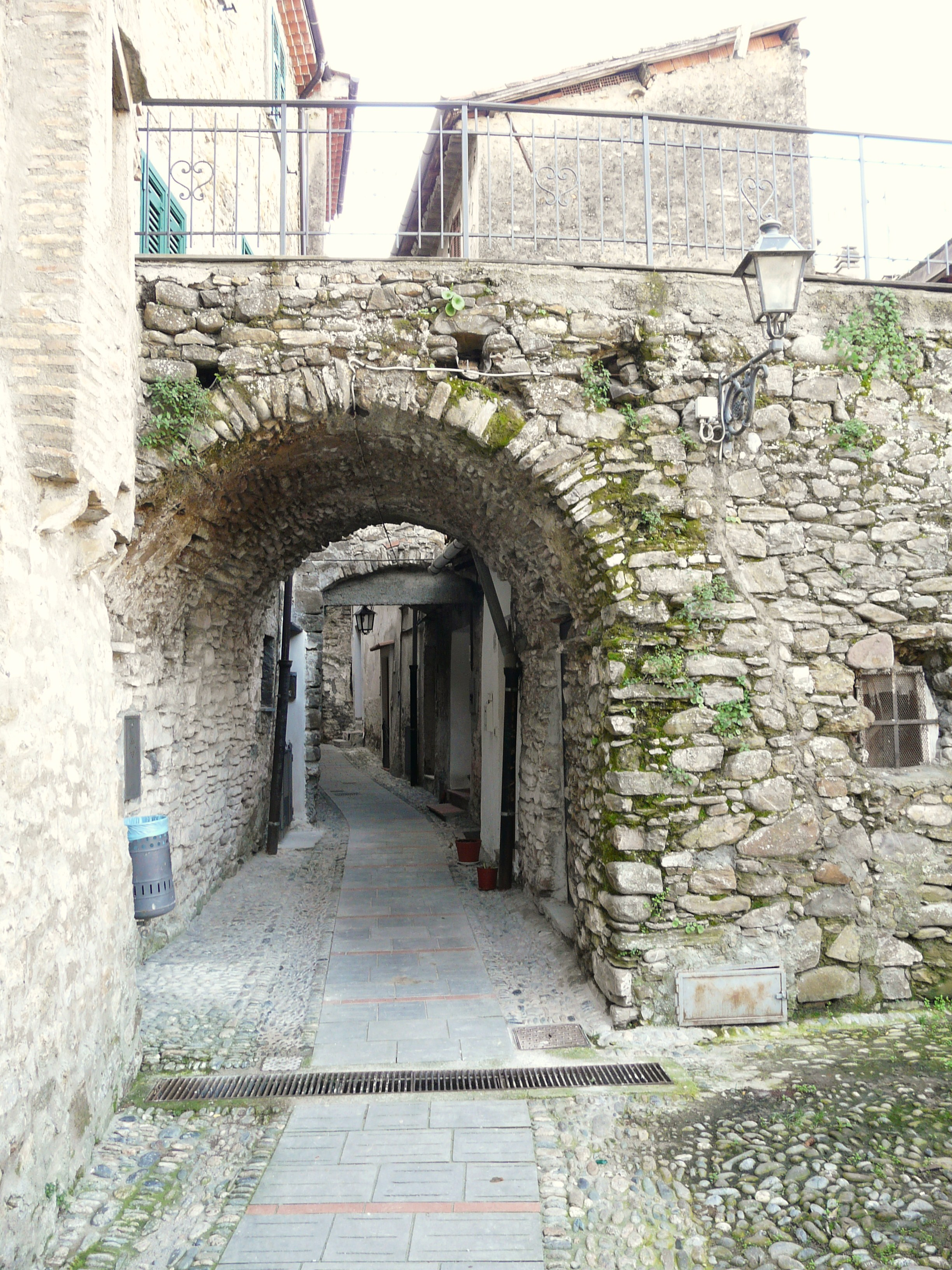
Scorcio del centro storico di Vallecrosia Alta

### Evoluzione demografica
Abitanti censiti

### Etnie e minoranze straniere
Secondo i dati Istat al 31 dicembre 2019, i cittadini stranieri residenti a Vallecrosia sono 580, così suddivisi per nazionalità, elencando per le presenze più significative:
1. Romania, 150
2. Ecuador, 70
3. Albania, 48
4. Francia, 37
5. Marocco, 36
6. Ucraina, 28
7. Bangladesh, 22
8. Moldavia, 20

## Cultura

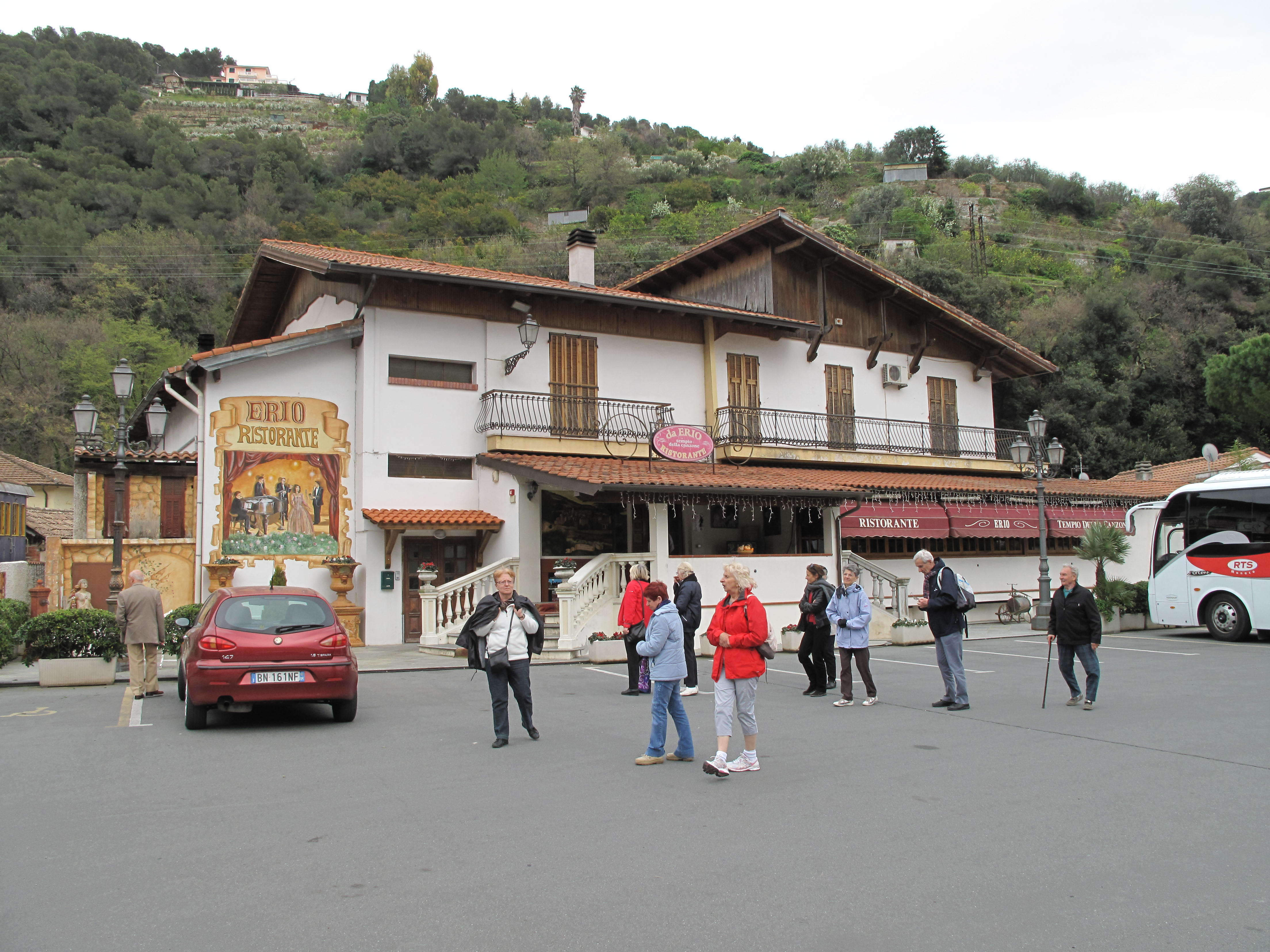
Il museo della canzone e della riproduzione Sonora

### Istruzione

#### Musei
- Museo della canzone e della riproduzione Sonora, fondato dal cantante Erio Tripodi[17]: una locomotiva FS 835 e tre vagoni "centoporte" custodiscono una collezione denominata "Tempio Museo della Canzone", creato dalla passione per la musica del fondatore.

## Geografia antropica
Il territorio comunale è costituito, oltre al capoluogo, dalla frazione di Vallecrosia Alta per una superficie territoriale di 3,68 km².
Confina a nord con il comune di San Biagio della Cima, a sud è bagnato dal mar Ligure, ad ovest con San Biagio della Cima e Camporosso, e ad est con Vallebona e Bordighera.
La frazione di Vallecrosia Alta è la zona più antica e medievale del territorio vallecrosino; il nucleo urbano più vicino alla costa è stato ampliato nel secondo dopoguerra e, di fatto, quasi ne costituisce un unico agglomerato urbano assieme ai vicini centri camporossino e bordigotto. Il borgo di Vallecrosia Alta, collegato verso levante da una mulattiera a Borghetto San Nicolò (frazione di Bordighera) e a Vallebona, è costituito da una struttura urbanistica a pianta triangolare, condizionata da un'ansa del torrente Verbone, con una maglia quasi regolari degli isolati.

## Economia
Basa la sua produzione sulla floricoltura e, seppur limitatamente, sul turismo marino. Dal 1943 al 2011 a Vallecrosia si trovava la sede principale di un'importante industria produttrice di caramelle e affini - la Fassi - trasferitasi in tale anno nel nuovo centro di Chiusanico.

## Infrastrutture e trasporti

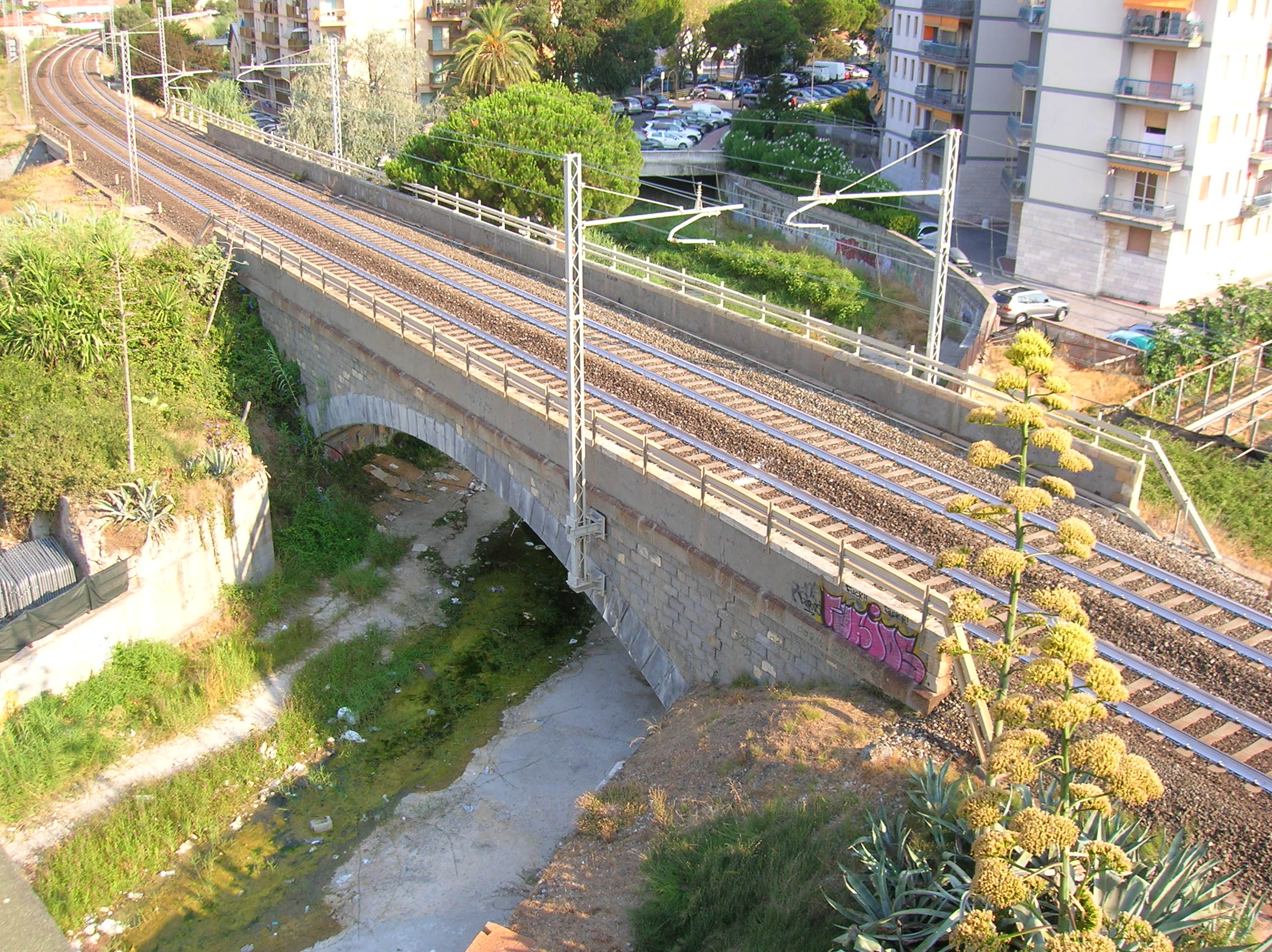
Ponte ferroviario presso l'abitato di Vallecrosia

### Strade
Il territorio comunale di Vallecrosia è attraversato principalmente dalla strada statale 1 Via Aurelia che permette il collegamento con Camporosso, ad ovest, e Bordighera ad est. Altra arteria provinciale è la SP 59 per San Biagio della Cima e che attraversa la frazione di Vallecrosia Alta.
Vallecrosia è servita dalla linea filoviaria Sanremo-Ventimiglia, che ricalca il percorso della preesistente tranvia Ventimiglia-Bordighera; quest'ultima fu inaugurata nel 1901 ad opera della società Woodhouse & Baillie e venne soppressa nel 1936.

### Ferrovie
Sul territorio è presente una piccola fermata lungo la tratta ferroviaria Genova-Ventimiglia.

## Amministrazione
| Periodo          | Periodo          | Primo cittadino     | Partito                                              | Carica         | Note   |
| ---------------- | ---------------- | ------------------- | ---------------------------------------------------- | -------------- | ------ |
| 3 febbraio 1988  | 27 giugno 1990   | Franco Biancheri    | Indipendente                                         | Sindaco        |        |
| 8 luglio 1990    | 24 aprile 1995   | Franco Biancheri    | Democrazia Cristiana                                 | Sindaco        |        |
| 24 aprile 1995   | 14 giugno 1999   | Franco Biancheri    | lista civica                                         | Sindaco        |        |
| 14 giugno 1999   | 5 settembre 2000 | Franco Biancheri    | lista civica                                         | Sindaco        | [ 20 ] |
| 5 settembre 2000 | 14 maggio 2001   | Francesco Laveglia  |                                                      | Comm. straord. | [ 21 ] |
| 14 maggio 2001   | 4 novembre 2005  | Emidio Paolino      | lista civica                                         | Sindaco        | [ 22 ] |
| 25 novembre 2005 | 30 maggio 2006   | Francesco Tarricone |                                                      | Comm. straord. | [ 23 ] |
| 30 maggio 2006   | 16 maggio 2011   | Silvano Croese      | lista civica                                         | Sindaco        |        |
| 16 maggio 2011   | 25 gennaio 2013  | Armando Biasi       | Vallecrosia Viva (lista civica di centro-destra)     | Sindaco        | [ 22 ] |
| 28 gennaio 2013  | 27 maggio 2013   | Giuseppe Montella   |                                                      | Comm. straord. | [ 24 ] |
| 27 maggio 2013   | 12 giugno 2018   | Ferdinando Giordano | Per Vallecrosia (lista civica di centro-sinistra)    | Sindaco        |        |
| 12 giugno 2018   | 15 maggio 2023   | Armando Biasi       | Cittadini in comune (lista civica di centro-destra)  | Sindaco        | [ 25 ] |
| 15 maggio 2023   | 16 dicembre 2024 | Armando Biasi       | Cittadini in comune (lista civica di centro-destra)  | Sindaco        | [ 26 ] |
| 16 dicembre 2024 | 26 maggio 2025   | Marilena Piardi     | Cittadini in comune (lista civica di centro-destra)  | Vicesindaco    |        |
| 26 maggio 2025   | in carica        | Fabio Perri         | La tua Vallecrosia (lista civica) di centro-sinistra | Sindaco        |        |

## Sport

### Calcio
- Polisportiva Vallecrosia Academy, militante nel campionato di Seconda Categoria, gioca le partite casalinghe al "Raul Zaccari" di Camporosso.